# 注册协会 (德国)

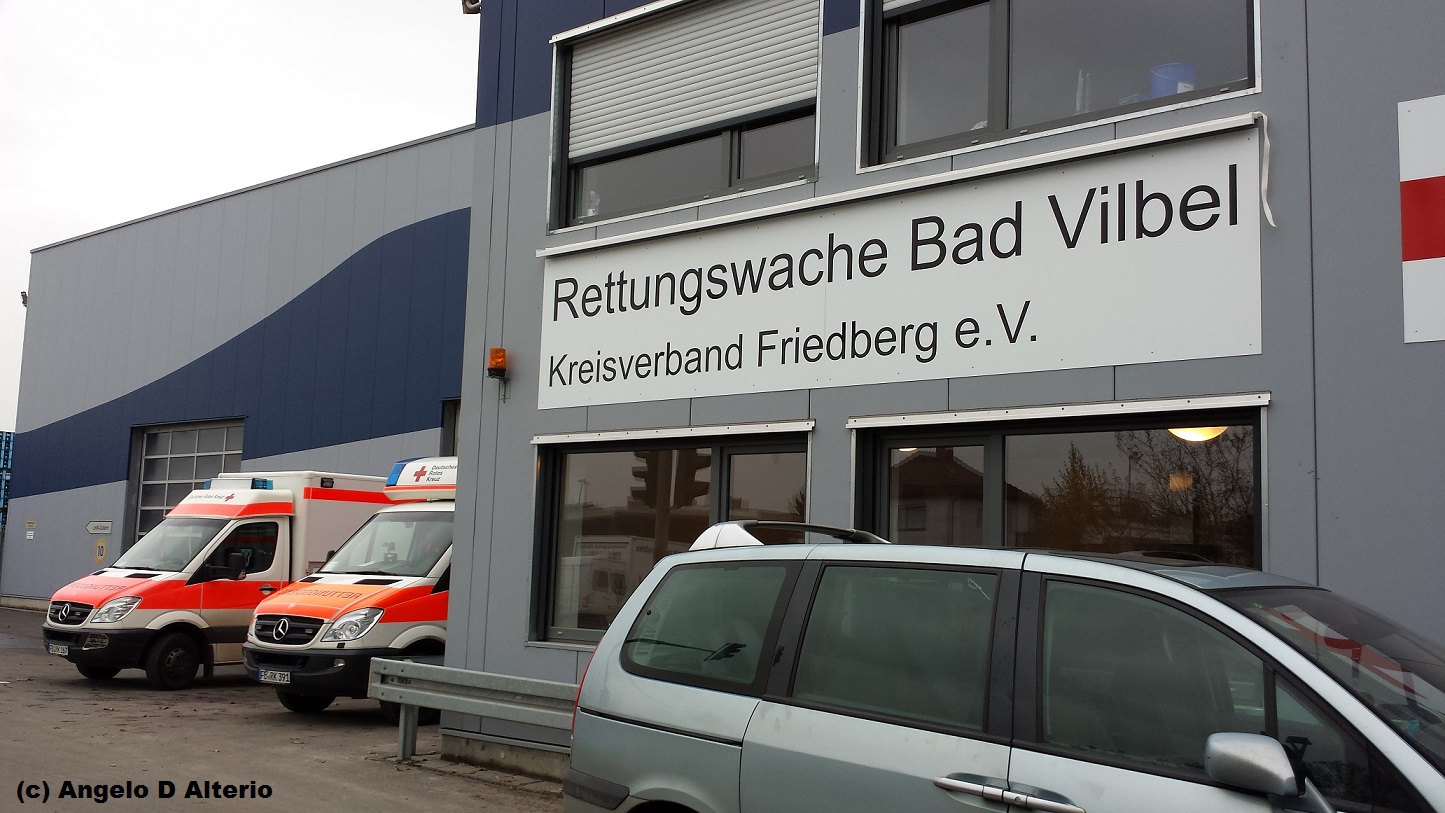
如标牌所示，巴特菲尔伯尔救援中心是一家注册协会

在德国，注册协会（德語：eingetragener Verein，發音：[ˈaɪnɡəˌtʁaːɡənɐ fɛʁˈʔaɪn]；简称 [ˌeːˈfaʊ] ⓘ）是在协会登记册注册的非营利协会，具有法人資格。注册协会必须由至少七名成员组成，名称必须提及表示注册协会的“e.V.”。与之相对的是“非注册协会”（nicht eingetragener Verein）。